# Geodia
Geodia é um gênero de esponja marinha da família Geodiidae.

## Espécies
- Geodia acanthylastra Lendenfeld, 1910
- Geodia agassizi Lendenfeld, 1910
- Geodia alba (Kieschnick, 1896)
- Geodia amadaiba Tanita e Hoshino, 1989
- Geodia amphistrongyla Lendenfeld, 1910
- Geodia arabica (Carter, 1869)
- Geodia areolata Carter, 1880
- Geodia arripiens Lindgren, 1897
- Geodia ataxastra Lendenfeld, 1910
- Geodia auroristella Dendy, 1916
- Geodia australis Da Silva e Mothes, 2000
- Geodia barretti Bowerbank, 1858
- Geodia basilea Lévi, 1964
- Geodia berryi (Sollas, 1888)
- Geodia bibilonae Díaz & Cárdenas, 2024
- Geodia breviana Lendenfeld, 1910
- Geodia carteri Sollas, 1888
- Geodia cidaris (Lamarck, 1815)
- Geodia composita Bösraug, 1913
- Geodia conchilega Schmidt, 1862
- Geodia cooksoni (Sollas, 1888)
- Geodia crustosa Bösraug, 1913
- Geodia cumulus Schmidt, 1870
- Geodia cydonium (Linnaeus, 1767)
- Geodia cylindrica Thiele, 1898
- Geodia dendyi Burton, 1926
- Geodia depressa Bowerbank, 1873
- Geodia distincta Lindgren, 1897
- Geodia divaricans Topsent, 1928
- Geodia dura (Tendal, 1969)
- Geodia dysoni Bowerbank, 1873
- Geodia echinastrella Topsent, 1904
- Geodia eosaster (Sollas, 1888)
- Geodia erinacea (Lendenfeld, 1888)
- Geodia exigua Thiele, 1898
- Geodia flemingii Bowerbank, 1873
- Geodia gallica (Lendenfeld, 1907)
- Geodia geodina (Schmidt, 1868)
- Geodia gibberella de Laubenfels, 1951
- Geodia gibberosa Lamarck, 1815
- Geodia gigas Schmidt, 1862
- Geodia glariosa (Sollas, 1886)
- Geodia globosa (Baer, 1906)
- Geodia globostellifera Carter, 1880
- Geodia globus Schmidt, 1870
- Geodia hentscheli Cárdenas, Rapp, Schander & Tendal, 2010
- Geodia hilgendorfi Thiele, 1898
- Geodia hirsuta (Sollas, 1886)
- Geodia hyotania (Tanita, 1965)
- Geodia inaequalis Bowerbank, 1873
- Geodia inconspicua (Bowerbank, 1873)
- Geodia isabella (Dickinson, 1945)
- Geodia japonica Sollas, 1888
- Geodia kuekenthali Thiele, 1900
- Geodia labyrinthica (Kirkpatrick, 1903)
- Geodia lacunata (Lamarck, 1815)
- Geodia libera Stephens, 1915
- Geodia lindgreni (Lendenfeld)
- Geodia littoralis Stephens, 1915
- Geodia lophotriaena Lendenfeld, 1910
- Geodia macandrewi Bowerbank, 1858
- Geodia magellani (Sollas, 1886)
- Geodia matrix Díaz & Cárdenas, 2024
- Geodia media Bowerbank, 1873
- Geodia megaster Burton, 1926
- Geodia megastrella Carter, 1876
- Geodia mesotriaena (Hentschel, 1929)
- Geodia mesotriaenella Lendenfeld, 1910
- Geodia micropora Lendenfeld, 1910
- Geodia micropunctata Row, 1911
- Geodia microsphaera Díaz & Cárdenas, 2024
- Geodia nigra Lendenfeld, 1888
- Geodia nodastrella Carter, 1876
- Geodia nodosa (Sim-Smith & Kelly, 2015)
- Geodia normani (Sollas, 1888)
- Geodia orthomesotriaena Lebwohl, 1914
- Geodia ovifractus Burton, 1926
- Geodia ovis Lendenfeld, 1910
- Geodia papyracea Hechtel, 1965
- Geodia parasitica Bowerbank, 1873
- Geodia paupera Bowerbank, 1873
- Geodia pergamentacea Schmidt, 1870
- Geodia peruncinata Dendy, 1905
- Geodia philippinensis Wilson, 1925
- Geodia phlegraeioides Díaz & Cárdenas, 2024
- Geodia placenta Schmidt, 1862
- Geodia pleiades (Sollas, 1888)
- Geodia poculata Bösraug, 1913
- Geodia punctata Hentschel, 1909
- Geodia ramodigitata Carter, 1880
- Geodia ramosa (Topsent, 1928)
- Geodia regina Dendy, 1924
- Geodia reniformis Thiele, 1898
- Geodia riograndensis Silva e Mothes, 2000
- Geodia robusta (Lendenfeld, 1910)
- Geodia roviniensis Müller, Zahn, Zahn, Rijavec, Batel, Kurelec e Müller, 1983
- Geodia senegalensis Topsent, 1891
- Geodia simplex Schmidt, 1870
- Geodia simplicissima Burton, 1931
- Geodia sparsa Wilson, 1925
- Geodia sphaeroides (Kieschnick, 1896)
- Geodia spheranthastra Pulitzer-Finali, 1993
- Geodia spherastrea Lévi, 1964
- Geodia spherastrella Topsent, 1904
- Geodia spherastrosa (Wilson, 1925)
- Geodia splendida Silva e Mothes, 2000
- Geodia stellata Lendenfeld, 1907
- Geodia stellosa (Czerniavsky, 1880)
- Geodia stromatodes (Uliczka, 1929)
- Geodia strongyla (Hoshino, 1981)
- Geodia thomsoni Schmidt, 1870
- Geodia tuber Lendenfeld, 1894
- Geodia tuberculosa Bowerbank, 1872
- Geodia tuberosa Schmidt, 1862
- Geodia tylastra Boury-Esnault, 1973
- Geodia variospiculosa Thiele, 1898
- Geodia vaubani Lévi e Lévi, 1983
- Geodia vestigifera (Dendy, 1924)